# Tegenpaus Constantijn II
Constantijn II (Latijn: Constantinus; gestorven 6 augustus 769) was tegenpaus van 28 juni 767 tot 1 augustus 768.
Constantijn werd geboren in Nepi in een adellijke Romeinse familie. Na de dood van paus Paulus I trok zijn broer Toto, graaf van Nepi, op naar Rome, daarbij geholpen door Toscaanse troepen. De primicerius Christophorus (de hoogste wereldlijke bestuurder van Rome) zette hij gevangen. Zijn broer Constantijn installeerde hij als de nieuwe paus, ook al was hij geen geestelijke. Toto en Constantijn bestuurden ruim een jaar lang op tirannieke wijze samen de stad Rome. 
In 768 hielpen Romeinse burgers Christophorus de stad te ontvluchten naar de Longobarden. Met hulp van de Longobardische koning Desiderius en zijn legers trok Christophorus op naar Rome. Toto en Constantijn probeerden nog wel de steun te krijgen van Pepijn de Korte van Frankrijk (een vijand van de Longobarden), maar deze hield zich afzijdig. In de zomer van 768 namen de Longobarden Rome in. Koning Desiderius benoemde op 31 juli de Longobardische Filippus tot nieuwe paus. Op 1 augustus riep Christophorus echter een kerkelijke rechtbank samen. Deze onthief Constantijn uit het pausdom, waarop Filippus zich vrijwillig terugtrok. De rechtbank benoemde Stefanus als nieuwe paus.
In 769 riep paus Stefanus een synode samen. Daar werd Constantijn veroordeeld tot levenslange boetedoening in een klooster. Zijn straf duurde echter niet lang, want later dat jaar werd Constantijn, samen met zijn zoon Sergius ter dood gebracht door Desiderius, vermoedelijk op aandringen van Stefanus.